# Доходный дом К. К. Шмидта
Доходный дом архитектора К. К. Шмидта — массивное пятиэтажное здание, возведённое в 1900—1901 гг. на углу Перекупного переулка и Херсонской улицы в Санкт-Петербурге. Здесь жила семья сестры архитектора К. К. Шмидта. В 1996—2005 гг. в здании действовал рок-клуб «Молоко».

## Описание
Массивный и в то же время компактный объем жилого дома напоминает замок. Его стены словно призваны служить укреплением, защищать семейный покой жильцов от городской суеты. К образу «дома-крепости» Шмидт обращался не раз. Его собственная трехэтажная дача в Павловске была окружена рвом с подъемным мостом.

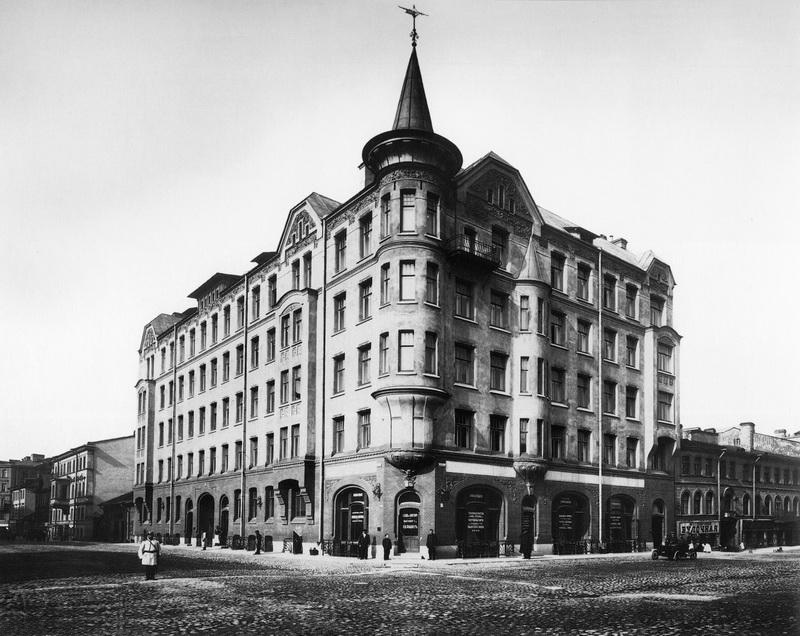
На фото 1913 года

Первый этаж с широкими витринами для магазинов облицован плиткой. На старой фотографии видно, что остальные, оштукатуренные этажи, были гораздо светлее первого. Сейчас здание выкрашено в один цвет, что отрицательно сказывается на его эстетических свойствах.
В лепке, которой украшены верхний и нижний этаж, обнаруживается символика семьи и дома. Сова под угловым эркером символизирует мудрость, а также долголетие; чертополох, листьями которого увиты стены здания, — супружескую верность. Купол эркера несколько смягчает напряженную строгость, почти суровость здания. Он похож на ночной колпак, (который также можно отнести к символам «семейного очага»), и на готический шпиль, придавая зданию сходство с замком, и намекая на владельца-немца. Маскарон под одним из эркеров словно «выглядывает» из замочной скважины, охраняя здание от непрошеных гостей. Вместе со шпилем, это ещё один комический символ, так как маскарон-скважина находится над одним из окон, выполняя роль замкового камня. Налицо каламбур: замочная скважина — замко́вый камень. К этому ряду можно добавить и слово «за́мок».
Юмор, даже ирония, в символизме постройки сочетаются с повышенным интересом архитектора к её функциональной части. Облицованный прочной плиткой первый этаж сохранился до наших дней почти в первозданном виде. Продуманному в мелочах зданию архитектор придал спокойный, невызывающий облик. Его первой задачей было не привлечь случайных прохожих, а создать уютное и надежное жилище.
Б. М. Кириков считает это здание «провозвестником» северного модерна, обращая внимание на «асимметричную комбинацию щипцов с округлыми коническими эркерами», изображения совы, белок и ящериц, мелкие окошки в щипцах и т. д.